# منتخب كاليدونيا الجديدة لكرة السلة للسيدات
منتخب كاليدونيا الجديدة لكرة السلة للسيدات (بالفرنسية: Équipe de Nouvelle-Calédonie de basket-ball féminin)‏ هو ممثل كاليدونيا الجديدة الرسمي في المنافسات الدولية في كرة السلة للسيدات
.